# Museo della Camera storica
Il Museo della Camera storica è sito in Via di San Giovanni Decollato 22, nel rione Ripa, al primo piano del palazzo dell'arciconfraternita presso la chiesa di San Giovanni Decollato a Roma.
Il museo si chiama così per via che raccoglie cimeli storici che documentano le attività della confraternita che lo ha fondato.

## Storia
La confraternita che fondò il museo e raccolse i materiali ivi esposti nacque nel 1488 tramite qualche devoto originario di Firenze. Delle guide del museo affermano falsamente che ivi sono conservati degli oggetti personali di Giordano Bruno tra cui il mantello, ma questo non può essere vero, dato che il martire fu condannato ed arso al rogo con tale vestito a Campo de' Fiori. Tuttavia tra i condannati che furono assistiti dalla confraternita vi è Beatrice Cenci di cui è esposto nel museo un inginocchiatoio. Attualmente è in restauro.

## Descrizione
Oltre al su citato inginocchiatoio il museo è composto da ossa di giustiziati mediante decapitazione ed impiccagione disposte nel pavimento (tali ossa vengono benedette tramite una solenne processione a lume di fiaccole dei membri della confraternita il 24 giugno di ogni anno), funi usate per l'impiccagione, ceste atte a porre le teste dei decapitati, registri di nomi dei condannati a morte, una barella usata per trasportare i corpi dei condannati a morte alla loro sepoltura nonché il vestito che veniva fatto indossare dal condannato il giorno dell'esecuzione.

## Apertura
Il museo è aperto solo una volta all'anno, il 24 giugno, festa della natività del santo; per la visita in altri giorni è necessario fare richiesta all'arciconfraternita di San Giovanni Decollato.